# Vanstaronia kochi
Vanstaronia kochi är en skalbaggsart som beskrevs av Schein 1956. Vanstaronia kochi ingår i släktet Vanstaronia och familjen Melolonthidae. Inga underarter finns listade i Catalogue of Life.